# Ван дер Лоу, Андре
Андре ван дер Лоу (нидерл. André van der Louw; 9 августа 1933, Гаага — 20 октября 2005, Схевенинген) — нидерландский политический и государственный деятель, мэр Роттердама (1974—1981), редактор. Лидер Партии труда Нидерландов (1971—1974).

## Биография
Сын молочника. Член социалистического молодёжного движения. В возрасте 16 лет вступил в Партию труда Нидерландов.
Работал в Гаагском институте общественного развития. С 1957 по 1971 год был пресс-секретарём, в 1965 году стал редактором молодёжного журнала Hitweek. 
Член движения «Новые левые». Когда он и шесть других активистов «Новых левых» были избраны в совет партии (он стал заместителем председателя) на партконференции 1969 года, он воспринял это как успех их стратегии и выразил свою радость в танце по конференц-залу. Вскоре был избран председателем партии.
В 1991 году основал Платформу социал-демократического обновления, целью которой было обновление Партии труда Нидерландов.
Избирался членом парламента — Второй палаты Генеральных штатов Нидерландов (1971, 1982—1983).
В 1981—1982 годах — министр культуры и социальной работы Нидерландов. Функционер Королевского футбольного союза Нидерландов.
Умер от рака